# Подільська сільська рада (Великобагачанський район)
Подільська сільська́ ра́да — сільська рада, територія якої відноситься до складу Великобагачанського району Полтавської області, Україна. Центром сільради є село Поділ. Утворена у 1929 році.
Населення сільради 1 052 особи.

## Населені пункти
- село Поділ
- село Огирівка